# Andreas Musculus
Andreas Musculus, nato Andreas Meusel (Schneeberg, 29 novembre 1514 – Francoforte sull'Oder, 29 settembre 1581), è stato un teologo tedesco luterano e riformatore protestante.
Il nome Musculus è una forma latinizzata di Meusel.

## Biografia
Musculus nacque a Schneeberg e studiò a Lipsia e Wittenberg. Dal 1544 fu prima professore e successivamente "sovrintendente" ecclesiastico all'università di Francoforte sull'Oder. Come teologo rappresentò le posizioni gnesio-luterane e scrisse polemiche contro Andrea Osiander il Vecchio, Francesco Stancaro, Filippo Melantone e Giovanni Calvino. Nel 1548 fu tra i principali oppositori dell'Interim di Augusta.
Musculus fu uno dei coautori della Formula della Concordia, oltre che uno dei più notevoli difensori dell'adorazione eucaristica nel primo luteranesimo. In particolare, si espresse sull'argomento nelle sue Propositiones pubblicate nel 1573.
Pubblicò inoltre libri di preghiere che contenevano anche i classici inni per l'adorazione del Sacramento : ad esempio, le sue Precationes ex veteribus orthodoxis includevano gli inni Lauda Sion e Pange lingua.
Morì a Francoforte sull'Oder nel 1581.